# Newlook
Pour les articles homonymes, voir New Look.
Newlook est un magazine bimestriel (anciennement mensuel) français créé en 1982 par Daniel Filipacchi. 
Il est répertorié, tantôt parmi la presse masculine, tantôt parmi la presse de charme. 
Depuis le début des années 1990, Newlook est édité par la société 1633 appartenant à l’éditeur indépendant Michel Birnbaum. 
Patrick Guérinet a été durant un certain temps directeur de la rédaction de Newlook, mais également de l’édition française du magazine mensuel Playboy et du trimestriel Lui. Ces trois magazines appartenant à 1633 sont réalisés à Marseille de 2003-2004 jusqu'à 2010. Publié deux fois par an durant plusieurs années, le hors-série Newlook Outdoor traite exclusivement des sports extrêmes et des sports de glisse. Depuis 2010, la rédaction de Newlook est rapatriée à Paris. 
Depuis, plusieurs directeurs de la rédaction et rédacteurs en chef se sont succédé, dont Antoine de Tournemire, Fred Coppula et dernièrement Daniel Geiselhart. Depuis février 2012, le magazine est passé de mensuel à bimestriel. Newlook Pin Up, un hors-série exclusivement consacré à la photographie de charme, paraît également tous les deux mois.

## Positionnement
Newlook a été lancé en 1982 par Daniel Filipacchi, alors propriétaire de Paris Match. Il semble que ce soit pour écouler un stock de reportages photo jugé trop « trash » pour les lecteurs de Paris Match.
Sous l'impulsion d'Éric Colmet-Daâge et d'Éric Neveu, le  but est alors d’associer photojournalisme choc (reportages animaliers, guerre, sports extrêmes, sports auto, société…), un genre qui était jusque-là la chasse gardée de Paris Match et VSD, avec des photographies de charme. Les ventes atteignent 500 000 exemplaires.
Contrairement à ses concurrents de l’époque que sont l’édition française de Playboy (lancée en 1973) et le magazine Lui (1963), qui ont un parti pris esthétique en matière de photographies érotiques, Newlook expose complètement ses modèles féminins (jambes écartées, gros plans, etc.). Toutefois, le magazine n’entre pas dans la catégorie de la presse pornographique, puisqu’il ne montre aucun sexe masculin en érection ni scène de pénétration. Cette « ligne éditoriale », mêlant reportages choc et photos de charme, continue d’être suivie par la rédaction actuelle du magazine.

## Les années de crise
En 2005, les ventes tournaient autour de 83 000 exemplaires par mois (contre 122 300 en 1996 selon l’OJD). Mais le magazine semble aujourd’hui sorti de la crise des années 2003-2004 où certains numéros se vendaient à seulement 30 000 exemplaires. Depuis le début des années 1990, le magazine a subi à la fois le contrecoup du développement des contenus adultes sur Internet, la fin en 1996 du service militaire obligatoire en France (le magazine étant alors lu par beaucoup d’appelés) et l’apparition de la presse masculine (FHM, Maximal, etc., et dans une certaine mesure Entrevue). 
Entre presse généraliste et presse pornographique, l’image de Newlook apparaît aujourd’hui dépassée, moins en phase avec les attentes du lectorat masculin.
Depuis 2004, le magazine a toutefois réagi en réduisant ses coûts de fabrication (déménagement de la rédaction de Paris à Marseille, diminution des effectifs…) et en adoptant une ligne éditoriale plus agressive et davantage liée à l’actualité avec, notamment, des modèles féminins issus de la téléréalité. Une nouvelle orientation qui a été perçue comme une contrefaçon par le magazine Entrevue. Par un jugement du 27 mars 2006, le tribunal de commerce de Paris a condamné la société 1633 (éditeur de Newlook) au paiement d'une somme de 200 000 euros à la SCPE (éditeur d’Entrevue) à titre de dommages et intérêts.

## Personnalités
(mars 2015).
Pages concernant des modèles célèbres ayant posé dans le magazine :
- Pamela Anderson (no 132-1994 ; no 139-1995 ; no 141-1995 ; no 194)
- Mallaury Nataf (no 137)
- Anna Nicole Smith (no 140-1995)
- Tabatha Cash (no 142-1995)
- Cindy Crawford (no 143-1995)
- Marlène (no 145-1995)
- Gena Lee Nolin (no 153-1996)
- Tiffani-Amber Thiessen (no 154-1996)
- Sophie Favier (no 155-1996)
- Ophelie Winter (no 156-1996 ; no 178-1998)
- Carmen Electra (no 156-1996 ; no 185)
- Cameron Diaz (no 181)
- Shauna Sand (no 180)
- Emmanuelle Béart (no 184)
- Alison Eastwood (no 187)
- Alexandra Paul (no 188)
- Donna D'Errico  (no 157-1996)
- Gillian Anderson (no 160- 1997)
- Draghixa (no 171-1997)
- Julia Channel (no 171-1997 ; no 214)
- Zara Whites (no 146-1995, no 171-1997)
- Eva Grimaldi (no 148)
- Traci Lords (no 149-1995)
- Eva Grimaldi / Lolo Ferrari / Charmaine Sinclair (no 148-1997, 175-1998)
- Marliece Andrada (no 175-1998)
- Vanessa Demouy (no 151-1998)
- Alison Armitage (no 186)
- Rita Faltoyano ;
- Tonya Kinzinger  (no 211)
- Clara Morgane (no 218)
- Tiffany Hopkins ;
- Astrid Veillon ;
- Estelle Desanges ;
- Karen Lancaume / Lea Martini / Fovéa (no sp 7-1998)
- Anita Blond (no sp 8-1998)
- Laure Sainclair (no 10-1999)
- Nell McAndrew (no 196-2000)
- Pamela Paul (no 208-2001)
- Jesse Capelli (no 215)
- Victoria Silvstedt (no 217)
- Estelle Desanges (no 220)
- Jodie Marsh (no 253-2004)
- Tatiana Laurens (no 261-2005)
- Eve Angeli (no 268-2006 ; no 293-2008 ; no 307-2009)
- Marjolaine (no 258-2005 ; no 263-2005 ; no 303-2008)
- Indra (no 165-1997 ; no 277-2007)
- Julie Bargeton / Sandra Murugiah (no 280-2007)
- Vanessa Gravina (no 281-2007)
- Paris Hilton (n°290-2007)
- Stéphanie Furfaro (no 291-2007)
- Keeley Hazell (no 292-2007)
- Ophélie Marie (no 287-2007 ; no 308-2009)
- Laly Vallade (no 289-2007 ; no 309-2009 ; no 321-2010 ; no 335-2011 ; no 348-2013 ; n°354-2014)
- Nathalie Breckmans (no 306-2009)
- Laura Frison (no 294-2008 ; no 340-2012)
- Elena Lenina (no 295-2008)
- April Eden (no 296-2008)
- Cindy Sander (no 297-2008)
- Loana Petrucciani (no 300-2008)
- Isabelle Guillaume / Maéva Vazeille (no 302-2008)
- Kyla Cole (no 304-2009)
- Virginie Caprice (no 310-2009)
- Niki Belucci (no 311-2009)
- Daniela Martins (no 312-2009)
- Sophie Reade (no 313-2009)
- Jalane (no 314-2009)
- Angie Be (no 315-2009)
- Emily Scott (no 317-2010)
- Miss Amal (no 318-2010)
- Célyne Durand (no 319-2010)
- Vanessa Lawrens (no 320-2010 ; no 336-2011)
- Francesca Lodo (no 323-2010)
- Cindy Bastien (no 322-2010)
- Anne-Krystel Goyer (no 324-2010)
- Erin Jansen (no 325-2010)
- Julie Ricci (no 327-2010)
- Samira Gallais (no 328-2011)
- Emma Frain (no 329-2011)
- Lindsey Strutt (no 330-2011)
- Christa Campbell (no 331-2011)
- Angélique Jérome (no 332-2011)
- Cindy Lopes (no 333-2011)
- Émilie Nef Naf (no 337-2011)
- Ayem Nour (no 338-2011/2012)
- Sara Tommasi (no 339-2012)
- Nabilla Benattia (no 341-2012)
- Victoria Valmer (no 342-2012)
- Jasmine Foxx (no 344-2012/2013)
- Bree Daniels (no 345-2013)
- Claire Castel (no 346-2013 ; no 356-2014/2015)
- Kayden Kross (no 347-2013)
- Ariel Rebel (n°349-2013)
- Anissa Kate (n°351-2014 ; n°355-2014)
- Mia Malkova (n°352-2014)
- Aleska Diamond (n°353-2014)